# 요헨 퀴퍼
요헨 퀴퍼(Jochen Küpper)는 독일의 화학자이다. 레이저를 이용해 분자의 특성을 연구한다.